# Dressleria dodsoniana
Dressleria dodsoniana là một loài thực vật có hoa trong họ Lan. Loài này được H.G.Hills mô tả khoa học đầu tiên năm 2006.